# Budoula
Budoula (biał. Будоўля; ros. Будовля) – wieś na Białorusi, w obwodzie mohylewskim, w rejonie mohylewskim, w sielsowiecie Zawadskaja Słabada, nad Arlanką.
W pobliżu znajduje się przystanek kolejowy Chonawa, położony na linii Osipowicze – Mohylew.